# John Joubert
John Joseph Joubert IV (2. července 1963 – 17. července 1996) byl americký sériový vrah, odsouzen za vraždu tří chlapců a popraven v Nebrasce.

## Životopis

### Dětství
Joubertovi rodiče se rozvedli, když mu bylo šest let, a z rozhodnutí soudu musel žít s matkou v Lawrence ve státě Massachusetts. Nesměl navštěvovat svého otce a začal nenávidět matku. V roce 1974 se matka a John přestěhovali do Portlandu v Maine.
Ve 13 letech začal na školním hřišti napadat děti, především chlapce. Jednou bodl svou spolužačku propisovačkou do hrudi a její křik ho, jak sám později řekl, vzrušoval. Dokonce napadl pětadvacetiletou učitelku. Postupem času si na své útoky bral i nůž.
Joubert byl odveden k psychologovi. Ten vše uzavřel s tím, že Joubert je uzavřené dítě, bez sebemenšího zájmu o navazování kontaktů a má sexuální sny spojené s utrpením druhých, a že pro společnost není nebezpečný.

### Vraždy
Dne 22. srpna 1982 šel 11letý Richard "Ricky" Stetson běhat. Když se do noci nevrátil, jeho rodiče zavolali policii. Další den viděl místní řidič tělo chlapce na silnici I-295. Útočník ho svlékl a pobodal, přičemž chlapec vykrvácel. Několikrát byl pokousán. Z vraždy byl obviněn místní člověk, ale otisky jeho zubů neodpovídaly těm na těle, takže byl po roce propuštěn. Případ byl odložen.
Joubert, který chlapce zabil, se mezitím přestěhoval do Nebrasky od nenáviděné matky.
Dne 18. září 1983 zmizel v Bellevue novinový poslíček Danny Joe Eberle. Jeho bratr ho viděl, jak ho pronásleduje dodávka řízená bělochem. Joubert později popisoval, jak vytáhl nůž, zakryl chlapcova ústa rukou a začal ho bodat.
Po třech dnech hledání, bylo objeveno Dannyho tělo asi čtyři míle (6 km) od jeho kola. Byl svlečen do spodního prádla, nohy a ruce byly svázané a ústa měl zalepená chirurgickou náplastí. Joubert ho bodl devětkrát. Bylo obviněno několik místních pedofilů, ale všichni byli propuštěni pro nedostatek důkazů.
Dne 2. prosince 1983 zmizel 12letý Christopher Walden z Papillionu, asi tři míle (5 km) od místa, kde bylo nalezeno tělo Dannyho Eberleho. Svědkové potvrdili, že ho pronásledoval běloch. Joubert později řekl, že přišel ke chlapci, ukázal mu nůž a nařídil mu nastoupit do auta. Přijeli k železniční trati, kde Joubert chlapci poručil vysvléknout se. Poté si však odmítl lehnout. Po krátkém boji ho Joubert přemohl a řízl ho do krku tak hluboko, že mu téměř dekapitoval hlavu. Waldenovo tělo bylo nalezeno o dva dny později pět mil (8 km) od města. Mezi ním a tělem Eberleho byly značné rozdíly. Walden nebyl svázán a byl lépe ukryt.

### Zatčení
Dne 11. ledna 1984 viděl jeden ze svědků podezřelé auto a zapsal si jeho poznávací značku. Bylo zjištěno, že vozidlo patří Johnu Joubertovi, radarovému technikovi z Offutt Air Force Base.
Při domovní prohlídce bylo nalezeno lano, stejné, jakým byl svázán Danny Joe Eberle. Lano bylo speciálně vyrobeno pro armádu Spojených států v Jižní Koreji. Joubert k němu měl poměrně snadný přístup.

### Soud a poprava
Joubert zprvu zapíral, ale 12. ledna se k zabití dvou chlapců přiznal. Později i k vraždě Rickyho Stetsona. Podle psychiatrů trpěl Joubert sadistickými sklony a schizoidní poruchou osobnosti. Bylo potvrzeno, že byl příčetný.
Soud v Nebrasce jej nakonec odsoudil k trestu smrti za vraždu Eberleho a Waldena a v Maine byl odsouzen na doživotí (trest smrti se v Maine nepoužívá). V roce 1995 podal Joubert odvolání, které však soud zamítl.
John Joubert byl popraven 17. července 1996 na elektrickém křesle. Při působení elektrického proudu se Joubertovi vytvořily čtyři obrovské puchýře na zátylku, temeni a nad ušima, jeho poprava patří k nejodpornějším v dějinách.